# Brasil Foods
Pour les articles homonymes, voir brf.
BRF SA (Brasil Foods) est une entreprise brésilienne d'agroalimentaire. Elle est présente notamment dans la production et la commercialisation de volailles.

## Historique
Créée en 2009, elle est issue de la fusion entre Sadia et Perdigão.

## Principaux actionnaires
Au 23 novembre 2019:
| Fondation : Petrobras de Seguridade Social Petros        | 11,5% |
| Caixa de Previdência dos Funcionários do Banco do Brasil | 9,98% |
| GIC Pte (Investment Management)                          | 5,02% |
| Aberdeen Asset Managers                                  | 4,97% |
| Tarpon Gestora de Recursos                               | 4,95% |
| Abilio dos Santos Diniz                                  | 3,92% |
| BlackRock Fund Advisors                                  | 3,15% |
| The Vanguard Group                                       | 2,21% |
| Ontario (fonds de pension enseignants)                   | 1,66% |
| Van Eck Associates                                       | 1,49% |